# Отворени текст
Отворени текст је криптографски појам који означава нешифровану информацију. Да би се сакрио смисао поруке, отворени текст се процесом шифровања трансформише у тзв. шифрат. Уколико је шифарски алгоритам сигуран, на основу шифрата, а без познавања криптографског кључа није могуће реконструисати отворени текст. 
У случају блоковских шифара, отворени текст представља блок битова, дужине најчешће 64 или 128.